# Amblyolpium ruficeps
Amblyolpium ruficeps är en spindeldjursart som beskrevs av Beier 1966. Amblyolpium ruficeps ingår i släktet Amblyolpium och familjen Garypinidae. Inga underarter finns listade i Catalogue of Life.